# USAC-Saison 1967
Die USAC-Saison 1967 war die 46. Meisterschaftssaison im US-amerikanischen Formelsport. Sie begann am 9. April in Phoenix und endete am 26. November in Riverside. A. J. Foyt sicherte sich den Titel zum fünften Mal.

## Rennergebnisse
| Nr. | Datum         | Veranstaltung (Rennstrecke)                                          | Meilen | Sieger          | Sieger          | Siegerteam           |
| --- | ------------- | -------------------------------------------------------------------- | ------ | --------------- | --------------- | -------------------- |
| 1   | 09. April     | Jimmy Bryan Memorial (Phoenix International Raceway) (O)             | 150    | Lloyd Ruby      | Lloyd Ruby      | Mongoose-Offenhauser |
| 2   | 23. April     | Trenton 150 (Trenton International Speedway) (O)                     | 150    | Mario Andretti  | Mario Andretti  | Brawner Hawk-Ford    |
| 3   | 30. Mai       | International 500 Mile Sweepstakes (Indianapolis Motor Speedway) (O) | 500    | A. J. Foyt      | A. J. Foyt      | Coyote-Ford          |
| 4   | 04. Juni      | Rex Mays Classic (The Milwaukee Mile) (O)                            | 150    | Gordon Johncock | Gordon Johncock | Gerhardt-Ford        |
| 5   | 18. Juni      | Langhorne 100 (Langhorne Speedway) (O)                               | 100    | Lloyd Ruby      | Lloyd Ruby      | Lotus-Ford           |
| 6   | 25. Juni      | Pikes Peak Auto Hill Climb (BR)                                      | 12,42  | Wes Vandervoort | Wes Vandervoort | Chevrolet            |
| 7   | 01. Juli      | Mosport (Mosport Park) (P)                                           | 98,36  | Lauf 1          | Bobby Unser     | Eagle-Ford           |
| 8   | 01. Juli      | Mosport (Mosport Park) (P)                                           | 14,754 | Lauf 2          | Jimmy Bryan     | Eagle-Ford           |
| 9   | 23. Juli      | Indianapolis 150 (Indianapolis Raceway Park) (P)                     | 150    | Mario Andretti  | Mario Andretti  | Brawner Hawk-Ford    |
| 10  | 30. Juli      | Langhorne 150 (Langhorne Speedway) (O)                               | 150    | Mario Andretti  | Mario Andretti  | Brawner Hawk-Ford    |
| 11  | 06. August    | Labatt Indy (Circuit Mont-Tremblant) (P)                             | 95,4   | Lauf 1          | Mario Andretti  | Brawner Hawk-Ford    |
| 12  | 06. August    | Labatt Indy (Circuit Mont-Tremblant) (P)                             | 95,4   | Lauf 2          | Mario Andretti  | Brawner Hawk-Ford    |
| 13  | 19. August    | Tony Bettenhausen Memorial (Illinois State Fairgrounds) (UO)         | 100    | A. J. Foyt      | A. J. Foyt      | Mesowski-Offenhauser |
| 14  | 20. August    | Tony Bettenhausen 200 (The Milwaukee Mile) (O)                       | 200    | Mario Andretti  | Mario Andretti  | Brawner Hawk-Ford    |
| 15  | 04. September | Ted Horn Memorial (DuQuoin State Fairgrounds) (UO)                   | 100    | A. J. Foyt      | A. J. Foyt      | Mesowski-Offenhauser |
| 16  | 09. September | Hoosier Hundred (Indiana State Fairgrounds) (UO)                     | 100    | Mario Andretti  | Mario Andretti  | Kuzma-Offenhauser    |
| 17  | 24. September | Trenton 200 (Trenton International Speedway) (O)                     | 200    | A. J. Foyt      | A. J. Foyt      | Coyote-Ford          |
| 18  | 01. Oktober   | Golden State 100 (California State Fairgrounds) (UO)                 | 100    | A. J. Foyt      | A. J. Foyt      | Mesowski-Offenhauser |
| 19  | 22. Oktober   | Hanford 200 (Hanford Motor Speedway) (UO)                            | 201    | Gordon Johncock | Gordon Johncock | Gerhardt-Ford        |
| 20  | 19. November  | Bobby Ball Memorial (Phoenix International Raceway) (O)              | 200    | Mario Andretti  | Mario Andretti  | Brawner Hawk-Ford    |
| 21  | 26. November  | Rex Mays 300 (Riverside International Raceway) (P)                   | 301,6  | Dan Gurney      | Dan Gurney      | Eagle-Ford           |

- Erklärung: O: Oval, UO: unbefestigtes Oval, BR: Bergrennen, P: permanente Rennstrecke

## Fahrer-Meisterschaft (Top 10)
| 1. | A. J. Foyt      | 3440 |
| 2. | Mario Andretti  | 3360 |
| 3. | Bobby Unser     | 3020 |
| 4. | Gordon Johncock | 2700 |
| 5. | Al Unser        | 2505 |

| 6.  | Lloyd Ruby      | 2080 |
| 7.  | Jim McElreath   | 1750 |
| 8.  | Roger McCluskey | 1620 |
| 9.  | Joe Leonard     | 1575 |
| 10. | Bud Tingelstad  | 965  |